# Блюберрі-Ривер 205
Блюберрі-Ривер 205 (англ. Blueberry River 205) — індіанська резервація в Канаді, у провінції Британська Колумбія, у межах регіонального округу Піс-Ривер.

## Населення
За даними перепису 2016 року, індіанська резервація нараховувала 197 осіб, показавши скорочення на 6,2%, порівняно з 2011-м роком. Середня густина населення становила 14,4 осіб/км².
З офіційних мов обидвома одночасно володіли 5 жителів, тільки англійською — 195. Усього 30 осіб вважали рідною мовою не одну з офіційних, з них усі — одну з корінних мов.
Працездатне населення становило 43,8% усього населення, рівень безробіття — 35,7%.

## Клімат
Середня річна температура становить 0,6°C, середня максимальна – 19,6°C, а середня мінімальна – -23°C. Середня річна кількість опадів – 471 мм.
| Клімат поселення                              | Клімат поселення | Клімат поселення | Клімат поселення | Клімат поселення | Клімат поселення | Клімат поселення | Клімат поселення | Клімат поселення | Клімат поселення | Клімат поселення | Клімат поселення | Клімат поселення | Клімат поселення |
| Показник                                      | Січ.             | Лют.             | Бер.             | Квіт.            | Трав.            | Черв.            | Лип.             | Серп.            | Вер.             | Жовт.            | Лист.            | Груд.            |                  |
| Середній максимум, °C                         | −10,59           | −6,51            | −0,22            | 9,08             | 15,27            | 19,35            | 19,57            | 18,38            | 13,54            | 7,27             | −4,57            | −9,89            |                  |
| Середня температура, °C                       | −16,77           | −12,67           | −6,39            | 2,91             | 9,11             | 13,19            | 15,24            | 14,04            | 9,20             | 2,94             | −8,92            | −14,23           |                  |
| Середній мінімум, °C                          | −22,95           | −18,83           | −12,55           | −3,26            | 2,94             | 7,02             | 10,89            | 9,70             | 4,84             | −1,42            | −13,27           | −18,58           |                  |
| Норма опадів, мм                              | 25               | 21               | 25               | 23               | 45               | 71               | 84               | 57               | 40               | 29               | 28               | 23               |                  |
| Середньомісячна швидкість вітру, м/с          | 2.70             | 2.80             | 3.05             | 3.30             | 3.40             | 3.10             | 2.80             | 2.70             | 3.00             | 3.21             | 2.80             | 2.80             |                  |
| Середньомісячна сонячна радіація, кДж/м²·день | 2133             | 5140             | 10407            | 16067            | 19348            | 21420            | 20554            | 16709            | 10878            | 5651             | 2541             | 1485             |                  |
| --------------------------------------------- | ---------------- | ---------------- | ---------------- | ---------------- | ---------------- | ---------------- | ---------------- | ---------------- | ---------------- | ---------------- | ---------------- | ---------------- | ---------------- |
| Джерело:                                      |                  |                  |                  |                  |                  |                  |                  |                  |                  |                  |                  |                  |                  |